# Budweiser Gardens
Le Budweiser Gardens, anciennement nommé John Labatt Centre ou JLC jusqu'en 2012, en l'honneur de John Kinder Labatt, est une salle omnisports à London (Ontario).
Ses locataires sont les Knights de London de la Ligue de hockey de l'Ontario et le Power de Mississauga de la Ligue nationale de basketball du Canada. La salle accueille également des concerts et des spectacles.

## Événements
- Championnats du monde de patinage artistique 2013

## Galerie

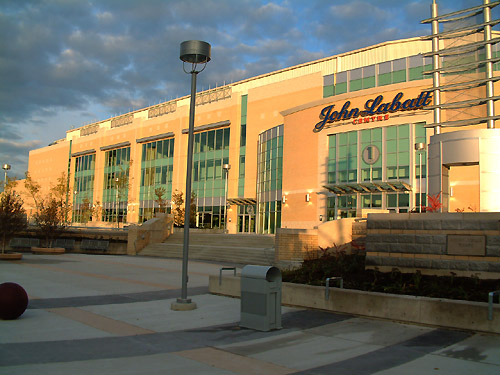
Extérieur
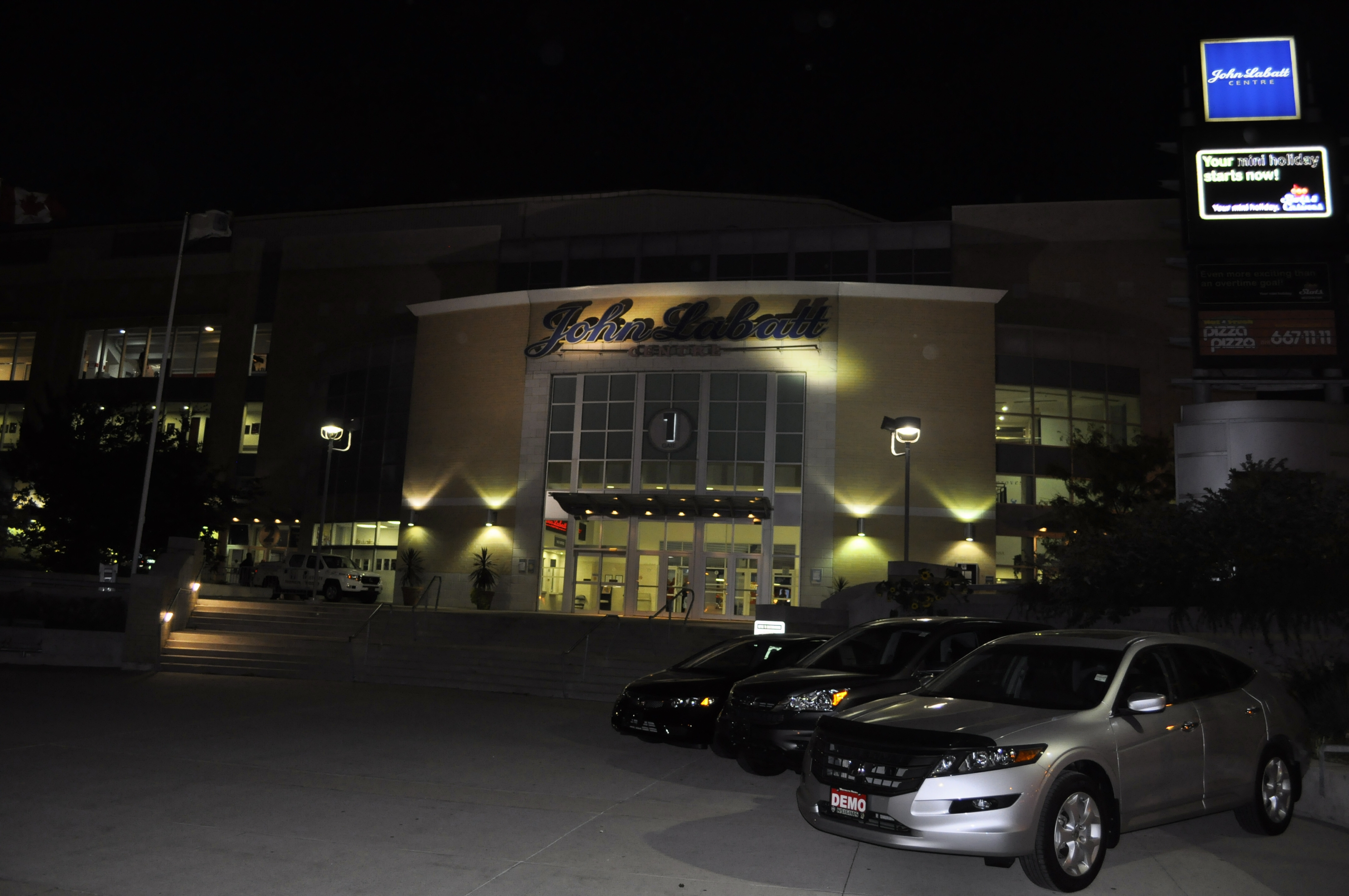
Extérieur de nuit